# Palazzo Giustiniani (Roma)

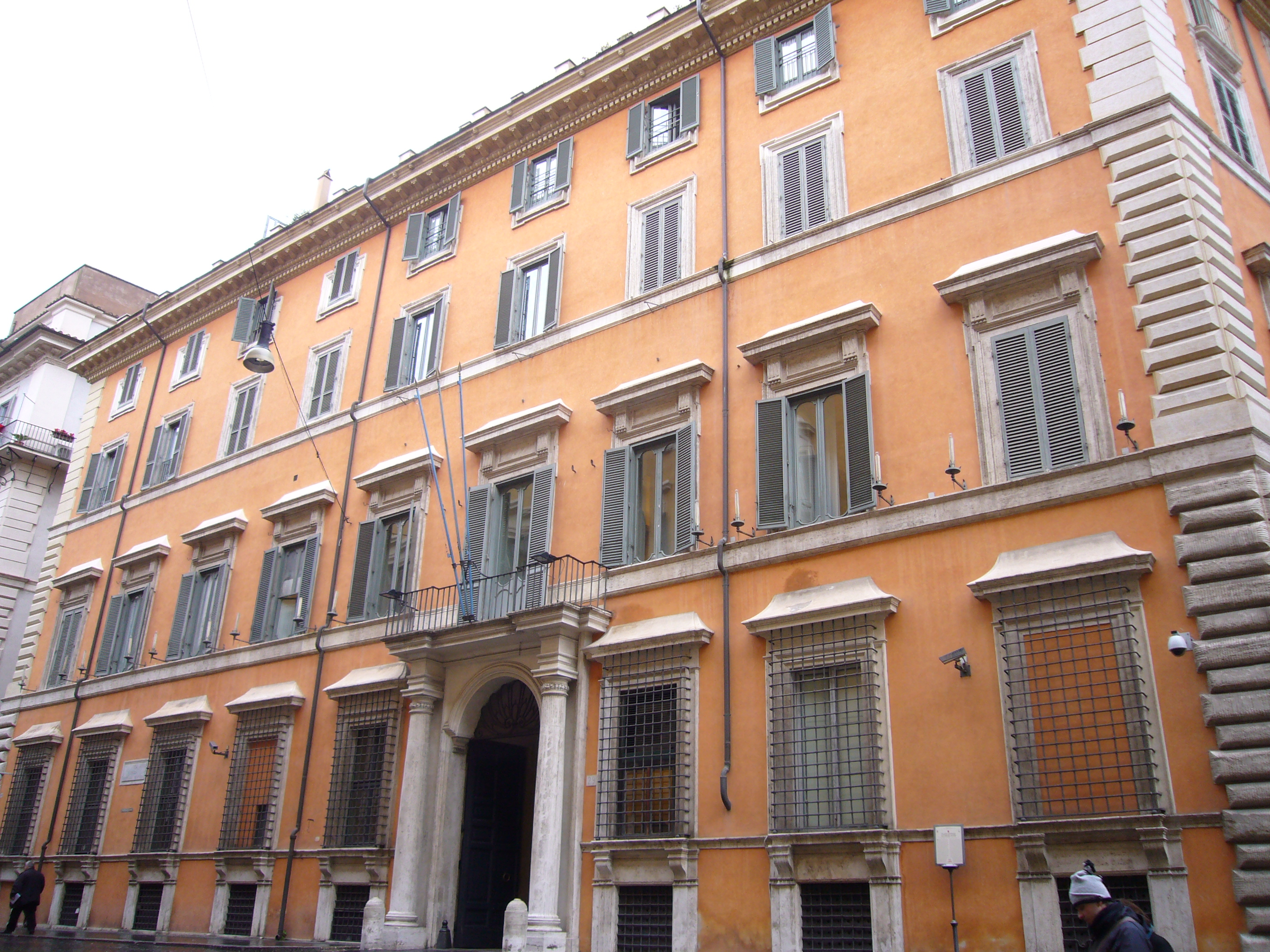
Fachada do palácio.

Palazzo Giustiniani, conhecido também como Piccolo Colle ("pequeno monte"), é um palácio localizado na Via della Dogana Vecchia e na Piazza della Rotonda, no rione Sant'Eustachio de Roma. Ali está a residência oficial do presidente do Senado da República, a Sala Zuccari, os escritórios dos senadores vitalícios e dos ex-presidentes da Itália e alguns outros escritórios administrativos. Entre 1901 e 1985, foi também a sede da ordem maçônica do Grande Oriente da Itália.

## História
O palácio foi construído perto do Panteão no final do século XVI pelo monsenhor Francesco Vento e, em 1590, foi adquirido por Giuseppe Giustiniani, um membro da família Giustiniani, da República de Gênova, que na época governava a ilha de Quio. Seu filho, o cardeal Benedetto Giustiniani, conectou-o a outros edifícios vizinhos até que o complexo finalmente passou a abranger um quarteirão inteiro. O irmão do cardeal, Vincenzo Giustiniani, adquiriu uma coleção de arte com cerca de 1 600 itens para o palácio, incluindo estátuas antigas e pinturas de Giorgione, Ticiano, Rafael e Caravaggio.
O projeto original do edifício é de autoria de Giovanni Fontana, provavelmente com o apoio de seu irmão, Domenico Fontana. Depois de concluído, o palácio passou por diversas reformas na primeira metade do século XVII, culminando numa obra comandada por Francesco Borromini, que é responsável pelo portão de entrada e pela varanda acima dele, visíveis a partir da Via della Dogana, e pelo elegante pátio interno, que conta com os arcos baixos característicos do estilo de Borromini.
Em 1859, com a extinção da linhagem principal da família Giustiniani, o palácio passou para as mãos dos Grazioli, que o alugaram para a ordem maçônica do Grande Oriente da Itália em 1898, que a transformou em seu quartel-general em 21 de abril de 1901. A partir daí, o palácio passou a ser conhecido como "Vaticano Verde" ou "Vaticano dei 33". Em 1917, uma pessoa com problemas mentais assassinou Achille Ballori, grão-comandante do Rito Escocês e grão-mestre associado do Grande Oriente no palácio.

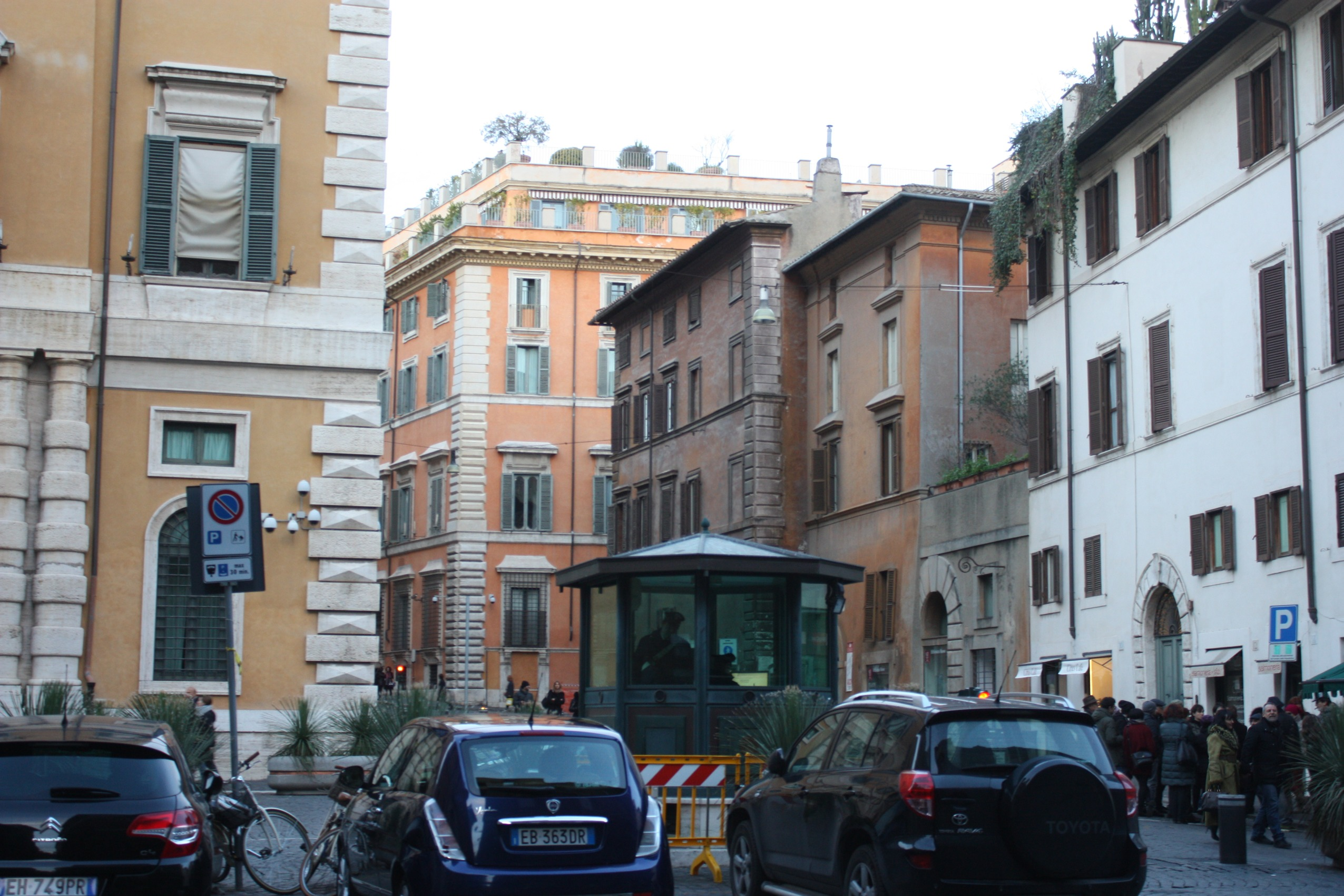
Vista a partir da Via della Dogana Vecchia.

No começo de 1926, o regime fascista de Benito Mussolini colocou a Maçonaria na ilegalidade e confiscou o palácio para uso do Senado da República. O litígio a respeito deste confisco foi resolvido amigavelmente em 1960 com um acordo entre a sociedade e o ministro Giuseppe Trabucchi proposto pelo Secretário de Estado dos Estados Unidos da América Christian Herter. Sob os termos deste acordo, a parte do palácio de frente para a Piazza della Rotonda permaneceu sob o controle dos maçons. O Senado assumiu o controle do edifício inteiro em 1985, quando a Grande Oriente se mudou para a Villa del Vascello, no Janículo.
Em 1938, uma passagem subterrânea, ainda existente, foi construída ligando o palácio ao Palazzo Madama, a sede do Senado italiano.
O palácio foi utilizado como residência oficial por Enrico De Nicola como chefe de estado provisório entre 1946 e 1948 ao invés do mais luxuoso Palácio Quirinal, que antes havia sido residência dos papas e dos reis da Itália e que atualmente é a residência do presidente da Itália. Por causa disto, De Nicola confirmou a nova Constituição da Itália na biblioteca do Palazzo Giustiniani.
Em 1972, o palácio foi mencionado como o local no qual Aldo Moro e Amintore Fanfani (o presidente do Senado na época) teriam firmado o "Pacto do Palazzo Giustiniani", que atrasou a passagem do poder para a nova geração do Partido da Democracia Cristã para ajudar seus próprios protegidos, Ciriaco De Mita e Arnaldo Forlani, o que efetivamente assegurou a ascensão deles na liderança das alas da direita e da esquerda (respectivamente) do partido. Há dúvidas sobre a veracidade desta história por causa das similaridades com a história do "Pacto de San Ginesio", de agosto de 1969, entre De Mita e Forlani. No ano seguinte, o parlamentar comunista e ex-prefeito de Civita Castellana, Enrico Minio, se suicidou em seu escritório no palácio, sufocando a si próprio com uma sacola plástica.
É costume que o presidente do Senado proveja escritórios no palácio para o presidente de um comitê durante a realização de consultas, seja ele membro da Câmara dos Deputados ou do Senado.

## Sala Zuccari
O nome oficial deste salão é "Grande Galeria do Palazzo Giustiniani" (em italiano:  Grande Galleria di Palazzo Giustiniani), mas ela é geralmente chamada de Sala Zuccari, uma referência ao artista Federico Zuccari, que pintou o teto. É a única sala que permaneceu inalterada desde a construção do edifício e há afrescos em todas as suas paredes e no teto. 
No teto, está um ciclo com a a história de Salomão: sua nomeação, a construção do Templo de Jerusalém, o Julgamento de Salomão, os filhos forçados a esfaquear o corpo de seus pais, o encontro com a Rainha de Sabá e as quatro virtudes atribuídas ao rei (piedade, diligência, vigilância e eloquência). Nos cantos estão pequenas paisagens em cornijas circulares. Nas paredes estão representações de várias personificações de virtudes, todas as quais atualmente fragmentárias, com exceção da "Temperança". O interior também está decorado por tapeçarias do século XVI, de autoria incerta. O ciclo decorativo, que data de 1586-1587, quando o palácio ainda não pertencia aos Giustiniani, está ligado aos artistas Antonio Tempesta e Pietro Paolo Bonzi.